# Syzygium bungadinnia
Syzygium bungadinnia là một loài thực vật có hoa trong Họ Đào kim nương. Loài này được (F.M.Bailey) B.Hyland miêu tả khoa học đầu tiên năm 1983.